# 塔亞河畔拉布斯
塔亞河畔拉布斯是奥地利下奥地利州塔亚河畔魏德霍芬县的一个市镇。总面积134.63平方公里，总人口2757人，人口密度20.5人/平方公里（2012年）。